# Justice League: Doom
Justice League: Doom (bra Liga da Justiça: A Legião do Mal) é um filme de animação estadunidense de 2012, dirigido por Lauren Montgomery, com roteiro livremente baseado na história em quadrinhos da DC Comics JLA: Tower of Babel de Mark Waid, e adaptada por Dwayne McDuffie. 
Apesar de não ser uma sequência direta de Crisis on Two Earths, foram mantidas as mesmas aparências dos personagens do grupo, anteriormente estabelecidas por Phil Bourassa. O lançamento original direto para vídeo ocorreu em 28 de fevereiro de 2012. O filme traz de volta no elenco original vários dubladores que repetem seus papeis nas diferentes produções do Universo Animado DC tais como Green Lantern: Emerald Knights. É o 13º filme do Universo Animado DC.

## Vozes
- Liga da Justiça

| Ator              | Personagem                                   |
| ----------------- | -------------------------------------------- |
| Tim Daly          | Clark Kent / Superman                        |
| Kevin Conroy      | Bruce Wayne / Batman                         |
| Susan Eisenberg   | Princesa Diana / Mulher Maravilha            |
| Michael Rosenbaum | Barry Allen / Flash                          |
| Nathan Fillion    | Hal Jordan / Lanterna Verde                  |
| Carl Lumbly       | J'onn J'onzz / Caçador de Marte (creditado), |
| Bumper Robinson   | Victor Stone / Ciborgue                      |

- Legião do Mal

| Ator             | Personagem                            |
| ---------------- | ------------------------------------- |
| Phil Morris      | Vandar Adg / Vandal Savage            |
| Carlos Alazraqui | Bane                                  |
| Claudia Black    | Barbara Ann Minerva / Mulher Leopardo |
| Olivia d'Abo     | Carol Ferris / Safira Estrela         |
| Carl Lumbly      | Ma'alefa'ak (não creditado)           |
| Alexis Denisof   | Sam Scudder / Mestre dos Espelhos     |

- Outros personagens

→ Robin Atkin Downes - Alfred Pennyworth
→ Brian George...prefeito
→ Dee Bradley Baker - policial
→ David Kaufman - Jimmy Olsen
→ Juliet Landau - Dez da Gangue de Espadas
→ Jim Meskimen - Rei da Gangue de Espadas
→ Andrea Romano - Voz do Batcomputador
→ Bruce Timm - Ás da Gangue de Espadas
→ Danny Jacobs - Porter, agente especial

## Sinopse
O vilão Vandal Savage furta arquivos secretos da Liga da Justiça, obrigando seus super-heróis a impedir que os vilões exterminem a humanidade usando as fraquezas da Liga.